# Rhinatrema nigrum
Rhinatrema nigrum é uma espécie de gimnofiono da família Rhinatrematidae.
Pode ser encontrada nos seguintes países: Guiana, Venezuela e possivelmente em Brasil.
Os seus habitats naturais são: florestas subtropicais ou tropicais húmidas de baixa altitude, regiões subtropicais ou tropicais húmidas de alta altitude, rios e rios intermitentes.